# Aeroportul Mo i Rana
Aeroportul Mo i Rana (IATA: MQN, ICAO: ENRA) este un aeroport din Comuna Rana, Nordland, Norvegia ce deservește zona Mo i Rana. Aeroportul a fost tranzitat în 2022 de 110.118 pasageri. A fost deschis în 1968 și numit după Comuna Rana.
Situat la o altitudine de 70 m, aeroportul dispune de 1 pistă. Este operat de Avinor⁠(d).

## Infrastructură

### Piste
Aeroportul dispune de o singură pistă. Pista 13/31 are suprafața de asfalt și dimensiunile 872 m × 30 m. 